# Johann Kastenberger
Johann Kastenberger (* 1. Oktober 1958 in St. Leonhard am Forst, Bezirk Melk; † 15. November 1988 bei St. Pölten in Niederösterreich) war ein österreichischer Bankräuber, Mörder, mutmaßlicher Serienmörder und Marathonläufer. Er ging als „Pumpgun-Ronnie“ in die österreichische Kriminalgeschichte ein. Kastenberger, der im November 1988 aus der Rennwegkaserne flüchten konnte, werden mehr als zehn Banküberfälle mit einer Beute von umgerechnet fast € 870.000,- und Morde an einem Kurskollegen, einer Tankstellenmitarbeiterin, einem Polizisten und einer Prostituierten zur Last gelegt. Er wurde im November 1988 beim Durchbrechen einer Straßensperre nahe St. Pölten angeschossen und verübte anschließend Suizid.

## Leben

### Kindheit und Jugend
Johann Kastenberger wurde, noch unter anderem Familiennamen, als erstes von sieben Kindern eines Eisenbahnbediensteten geboren. Dieser zweifelte die Vaterschaft für seinen Erstgeborenen jedoch schon kurz nach der Geburt an. Nach einem Vaterschaftstest erhielt Johann den Mädchennamen seiner Mutter.
Nachdem der nunmehrige Stiefvater die Familie 1970 verlassen hatte, sorgte die Mutter mit Gelegenheitsarbeiten für sich und die sieben Kinder. Johann half ihr, indem er sich um die jüngeren Geschwister kümmerte und in einer Eisenwarenhandlung aushalf. Unter diesem Aufwand litten jedoch seine schulischen Leistungen, und er wurde während der Hauptschulzeit zurückgestuft.

### Sportliche Anerkennung
Anerkennung fand Kastenberger hingegen in sportlicher Hinsicht. Aufgrund seiner guten fußballerischen Leistungen bekam er die Möglichkeit, in die Jugendmannschaft eines österreichischen Bundesliga-Klubs einzutreten. Er musste dieses Angebot jedoch ablehnen, da er bei einem dafür notwendigen Umzug seine Mutter nicht mehr unterstützen hätte können. Anstatt dessen konzentrierte er sich auf den Laufsport, wo er nach Angaben eines ehemaligen Trainingskollegen unschlagbar war.
Später war Kastenberger erfolgreicher Marathonläufer. In den 1980er Jahren gewann er mehrere Volksläufe in Österreich und ist seit 1988, mit einer Zeit von 3:16:07, Rekordhalter des Kainacher Bergmarathons, der mit 1800 Höhenmetern als anspruchsvollster österreichischer Berglauf gilt.

### Gescheiterter Werdegang
Als Schüler fehlte ihm jedoch das Durchhaltevermögen. Eine Ausbildung an einer Höheren Technischen Lehranstalt brach er nach weniger als einem Jahr ab, ähnlich verhielt es sich während seines Grundwehrdienstes an der Heeressport- und Nahkampfschule des österreichischen Bundesheers.

## Kriminelle Laufbahn

### Erste Raubüberfälle und Haft
1976 begann Kastenbergers kriminelle Karriere mit versuchten Raubüberfällen auf einen Wiener Taxifahrer und einen Supermarkt.
Am Dienstag, dem 25. Jänner 1977, überfiel er die Volksbank-Filiale in Pressbaum (damals Bezirk Wien-Umgebung, jetzt Bezirk St. Pölten-Land), bedrohte die Kassiererin und den Filialleiter und flüchtete mit 70.000 Schilling (Gegenwert im Jahr 2023 umgerechnet etwa 18.600 Euro). Aufgrund der Täterbeschreibung der Angestellten wurde er jedoch kurz darauf in einem Zug am Wiener Westbahnhof verhaftet. Kastenberger hatte die Beute noch bei sich und legte ein Geständnis ab. Er wurde zu sieben Jahren Freiheitsstrafe verurteilt, die er in der Justizanstalt Stein verbüßte. Während seiner Haftzeit unternahm er vier Fluchtversuche, die jedoch scheiterten und ihm eine vorzeitige Haftentlassung verwehrten.
Nach seiner Haftentlassung im Jahre 1984 lernte er eine Frau kennen und zog mit dieser, seiner Freundin, in ihre Wohnung nach Wien-Simmering.

### Mord an einem Kurskollegen
Am Dienstag, dem 13. August 1985, erschoss Kastenberger kurz nach Mitternacht in Mautern an der Donau (Bezirk Krems-Land) den 28-jährigen, arbeitslosen Kfz-Mechaniker Ewald Pollhammer. Kastenberger hatte an die Türe geklopft und Pollhammer beim Öffnen der Türe mit einer Pumpgun erschossen. Pollhammers 24-jährige Ehefrau und deren 6-jähriger Sohn, die schon zu Bett gegangen waren, fanden ihn tot vor; der Mörder war schon geflohen. Pollhammer hatte denselben Berufsumschulungskurs wie Kastenberger besucht.

### Bankraubserie als „Pumpgun-Ronnie“
Keine acht Stunden nach diesem Verbrechen stürmte er die rund 30 Kilometer entfernte Raiffeisenkasse in Hafnerbach (Bezirk Sankt Pölten-Land), musste aber ohne Beute fliehen. Der maskierte und in einem gestohlenen Fahrzeug vor der Bank haltende Kastenberger war von einem Passanten beobachtet worden, der daraufhin die beiden Angestellten im Geldinstitut warnte. Als diese den Alarmknopf betätigten, flüchtete Kastenberger. Die Polizei verdächtigte ihn zwar sofort, doch seine Freundin gab ihm ein falsches Alibi.
Am Freitag, dem 20. November 1987, überfiel er kurz vor Kassenschluss die Raiffeisenkasse in Groß Sierning (Bezirk Sankt Pölten-Land), bedrohte die beiden Angestellten, erbeutete 100.000 Schilling (2023: etwa 17.400 Euro) und floh mit einem gestohlenen Pkw, den er wenige Minuten zuvor vor einer Holzhandlung entwendet hatte. Das Fluchtfahrzeug konnte zwar knapp eine Stunde später am Ende eines Forstweges sichergestellt werden, Kastenberger war jedoch zu Fuß durch den Dunkelsteinerwald entkommen.
Am Freitag, dem 19. Februar 1988, überfiel er gleich drei Banken hintereinander, zuerst gegen 8 Uhr früh die Creditanstalt Simmeringer Hauptstraße in Wien mit 1,2 Millionen Schilling Beute (2023: etwa 207.500 Euro), wobei er erstmals von Überwachungskameras gefilmt wurde. Nach dem Überfall floh er erneut mit einem gestohlenen Pkw, den er etwa eineinhalb Stunden zuvor bei einer Trafik in Schwechat entwendet hatte. Gegen 16.30 Uhr überfiel er die Volksbank Kirchstetten (Bezirk Sankt Pölten-Land), wobei er 330.000 Schilling (2023: etwa 57.000 Euro) erbeutete. Ohne den Fluchtwagen zu wechseln, fuhr er über die Westautobahn an St. Pölten vorbei bis Markersdorf (Bezirk Sankt Pölten-Land), wo er nur 30 Minuten später die dortige Sparkasse überfiel und weitere 300.000 Schilling (2023: etwa 51.900 Euro) raubte. Trotz ausgelösten Großalarms, bei dem die Gendarmerie sämtliche Straßen der Umgebung überwachte, Patrouillen aussendete und einen Hubschrauber einsetzte, konnte er erneut entkommen.
Am Montag, dem 21. März 1988, gelang ihm gegen 9.55 Uhr der größte Coup: Beim Überfall auf eine Länderbankfiliale in der Krottenbachstraße in Wien-Döbling bedrohte er die fünf Angestellten, erbeutete zwei Millionen Schilling (2023: etwa 344.800 Euro) und entkam in einem Fluchtwagen. Gleich am nächsten Tag überfiel er ebenfalls in Wien die Gärtner-Bank in der Simmeringer Hauptstraße (eine Million Schilling Beute (2023: etwa 172.400 Euro)) und am darauffolgenden Tag die Creditanstalt Wien in der Dornbacher Straße (eine Million Schilling Beute (2023: etwa 172.400 Euro)). Beim letzten Überfall wurde er von Zeugen verfolgt, konnte jedoch erneut entkommen.
Da er all diese Taten mit einer Pumpgun und einer Ronald-Reagan-Maske verübte, wurde er schon bald als Pumpgun-Ronnie bekannt. Aufgrund der zahlreichen Überfälle des Täters rief Wiens Polizeipräsident Günther Bögl einen Krisengipfel im Polizeipräsidium zusammen, bei dem auch Gespräche mit den Sicherheitsverantwortlichen der Geldinstitute geführt wurden. Pumpgun-Ronnie wurde zur meistgesuchten Person des Wiener Sicherheitsbüros erklärt. Die Belohnung für Hinweise, die zu seiner Verhaftung führen, wurde auf 370.000 Schilling (2023: etwa 63.800 Euro) erhöht.
Die Polizei beschrieb den Täter als ca. 1 Meter 65 bis 1 Meter 73 groß, dunkelhaarig, um die 30 Jahre alt, 70 bis 80 Kilogramm schwer und als „recht flott auf den Beinen“.

### Verhaftung
Am Freitag, dem 11. November 1988, wurde Johann Kastenberger verhaftet. Die Polizei, die Kastenberger schon 1985 verdächtigt hatte, fand heraus, dass dieser seit 1984 nach einer mehrjährigen Haftstrafe ohne Arbeit offensichtlich über größere Geldbeträge verfügte. Auch die Täterbeschreibung stimmte mit ihm überein. Einem Beamten war auf einem Überwachungsvideo zudem aufgefallen, dass „Pumpgun-Ronnie“ genau so wie Kastenberger blaue Röhrenjeans mit umgestülpten Hosenbeinen trug.
Aufgrund dieser Indizien wurde Kastenberger vernommen und seine Wohnung durchsucht. Die Ermittler fanden zwei Schlüssel für Bankschließfächer, in denen sich noch knapp 5,5 Millionen Schilling (2023: knapp 939.000 Euro) aus der Beute befanden. Kastenberger gestand daraufhin die acht ihm zur Last gelegten Banküberfälle sowie den Mord an Ewald Pollhammer. Beim Verhör sagte er aus, den Mann nur getötet zu haben, weil dieser während eines Wifi-Umschulungskurses für Schlosser in St. Pölten geraucht habe. Den Sportler Kastenberger hatte das so gestört, dass er den Mann erschoss. Seine Freundin Veronika J., die gestanden hatte, ihrem Freund ein falsches Alibi verschafft zu haben, wurde ebenfalls verhaftet.

### Flucht und Suizid
Am nächsten Tag wollten die Beamten sein Geständnis in der Rennweger Kaserne in Wien protokollieren. Kastenberger wurde in ein Büro der Erhebungsgruppe geführt, da der einzige gesicherte Vernehmungsraum nur wenige Tage zuvor von verhafteten Einbrechern zertrümmert worden war. Als ein Beamter ihm die Handschellen abnahm, sprang Kastenberger aus dem Fenster im ersten Stock, landete auf der Motorhaube eines darunter parkenden Autos und entkam trotz sofortiger Alarmfahndung.
Am Sonntagabend meldeten Passanten einen verdächtigen Spaziergänger in Sparbach (Bezirk Mödling), auf den die Täterbeschreibung passte. Zwei Beamte des Gendarmeriepostens Hinterbrühl trafen den Verdächtigen in ihrem Zivilfahrzeug an der Ortseinfahrt an und nahmen eine Personenkontrolle vor. Der Verdächtige, bei dem es sich tatsächlich um Kastenberger handelte, verhielt sich ruhig und ließ sich widerstandslos durchsuchen. Da er sich jedoch nicht ausweisen konnte, wollten ihn die Beamten zum Posten mitnehmen. Kastenberger ging zum Fahrzeug und täuschte vor, einzusteigen, drehte sich jedoch plötzlich um, entwendete einem Beamten die Dienstwaffe, riss sich los und flüchtete. Auch hier blieb die sofortige Alarmfahndung ergebnislos.
Am Montagabend versuchte Kastenberger in Gaaden (Bezirk Mödling) ein Auto zu rauben und die Fahrerin als Geisel zu nehmen, flüchtete aber, als diese ihn auf eine vorbeifahrende Polizeistreife aufmerksam machte. Trotz des Einsatzes von Spürhunden und hunderten Beamten in den Waldgebieten des Anningers blieb Kastenberger weiterhin verschwunden.
Am Dienstag überwältigte er einen Mann in Maria Enzersdorf (Bezirk Mödling), fesselte ihn und entwendete dessen Auto. Der Mann konnte sich jedoch befreien und die Polizei alarmieren. Die Besatzung eines Polizeihubschraubers entdeckte das gestohlene Fahrzeug kurz darauf auf der Westautobahn. Kastenberger hielt nach einiger Zeit am Seitenstreifen, lief durch einen Wald und entwendete in Waasen (Bezirk Sankt Pölten-Land) ein weiteres Fahrzeug, mit dem er seine Flucht auf der Westautobahn fortsetzte.
In der Nähe von St. Pölten durchbrach er kurz nach 15 Uhr eine Straßensperre der Polizei und wurde dabei angeschossen. Ein Projektil hatte Kofferraumdeckel, Rückbank und Fahrersitz seines Fluchtwagens durchschlagen und Kastenberger in den Rücken getroffen. Kurz darauf hielt er seinen Wagen an und beging Suizid durch Kopfschuss. An der bis dahin größten Fahndung der österreichischen Nachkriegsgeschichte hatten sich mehr als 450 Beamte mit 34 Diensthunden und drei Hubschraubern beteiligt.

### Verdacht auf weitere Morde
Am 26. Mai 1984 wurde die 51-jährige Helene Bubendorfer in ihrem Tankstellen-Café in Purkersdorf (damals Bezirk Wien-Umgebung, jetzt Bezirk St. Pölten-Land) nach einem missglückten Raubüberfall mit einem Sturmgewehr erschossen. Die Frau hatte sich trotz eines Warnschusses, bei dem ein 17-jähriger Gast verletzt wurde, geweigert, dem Täter Geld auszuhändigen, und stattdessen zum Telefonhörer gegriffen. Derselbe Täter überfiel wenig später das Hotel Wien-West in der Bahnhofstraße, konnte jedoch auch hier keine Beute machen. Eine auf ganz Österreich ausgedehnte Großfahndung nach dem Täter und seinem Fluchtwagen blieb ergebnislos.
Am 25. Juli 1986 wurde der 58-jährige Polizeibeamte Friedrich Roger vor dem Wiener Wachzimmer am Freudenauer Hafen mit einem Sturmgewehr gleichen Kalibers erschossen. Ein Unbekannter hatte mit Steinen ein Fenster des Wachzimmers eingeworfen. Als Roger ins Freie ging, um nach dem Rechten zu sehen, wurde er aus dem Hinterhalt durch einen Kopfschuss getötet; er hinterließ eine Frau und drei Kinder. Der Täter entwendete dem Toten das Funkgerät, die Handschellen, die Dienstpistole mit 14 Schuss sowie seine Autoschlüssel. Der Pkw des Getöteten, den der Täter für seine Flucht benutzte, wurde später gegenüber dem Hallenbad in Simmering sichergestellt; darin hatte der Täter das Funkgerät und die Handschellen zurückgelassen. Trotz intensivster Fahndung konnte weder ein Verdächtiger noch ein Motiv ermittelt werden. Es gab keine Fingerabdrücke und keine Zeugen.
Am 10. Oktober 1986 wurde die 40-jährige Prostituierte Brigitte Hranka in Wien-Leopoldstadt von einem Mann mit einer Pistole bedroht, der zu ihr ins Auto gestiegen war. Dieser gab an, Polizisten und Prostituierte zu hassen und sie deshalb töten zu wollen. Als Hrankas Hund auf der Rückbank zu bellen begann, erschoss der Täter diesen. Hranka gelang es daraufhin, nach einem wilden Handgemenge, bei dem sie verletzt wurde, aus dem Wagen zu springen und zu entkommen. Der Täter sprang daraufhin ebenfalls aus dem Fahrzeug und flüchtete, hatte aber zuvor beim Kampf das Magazin seiner Pistole verloren, weshalb ihm der tödliche Schuss auf Hranka während des Kampfes im Fahrzeug nicht gelungen war. Ermittler fanden durch die Seriennummer des Magazins heraus, dass es sich um das Magazin aus der Waffe von Friedrich Roger handelte.
Am 30. September 1988, fast zwei Jahre nach diesem Vorfall, wurde Brigitte Hranka nachts beim Autostrich im Wiener Prater von einem Mann mit einer Pumpgun angeschossen. Sie schaffte es zwar, sich zu einem Autofahrer zu schleppen, doch der Täter verfolgte sie und tötete sie vor dem Zeugen durch einen Schuss in den Hinterkopf. Auch hier blieb eine Fahndung ergebnislos.
Nach Kastenbergers Tod wurden weitere Ermittlungen geführt, um Hinweise auf seine Täterschaft in den drei Mordfällen zu erlangen. So fand man heraus, dass Helene Bubendorfer nur drei Monate nach Kastenbergers Entlassung aus dem Gefängnis ermordet wurde und dass seine bevorzugte Laufstrecke am Polizeiwachzimmer Freudenau-Hafen vorbeiführte. Mit dem Autostrich am Prater war er ebenfalls vertraut, brachte er doch gelegentlich eine befreundete Prostituierte mit seinem Wagen dorthin.
Da jedoch Kastenberger nicht mehr zu den Verbrechen befragt werden konnte und auch die Tatwaffen, darunter seine Pumpgun, nie aufgefunden werden konnten, blieben die Verbrechen ungeklärt.

## Rezeption
2002 erschien der in Anlehnung an Johann Kastenberger verfasste Roman Der Räuber von Martin Prinz, den Benjamin Heisenberg 2009 unter dem gleichnamigen Titel verfilmte. Er feierte seine Uraufführung im Februar 2010 im Wettbewerb der 60. Filmfestspiele von Berlin.